# Mercedes-Benz SSK

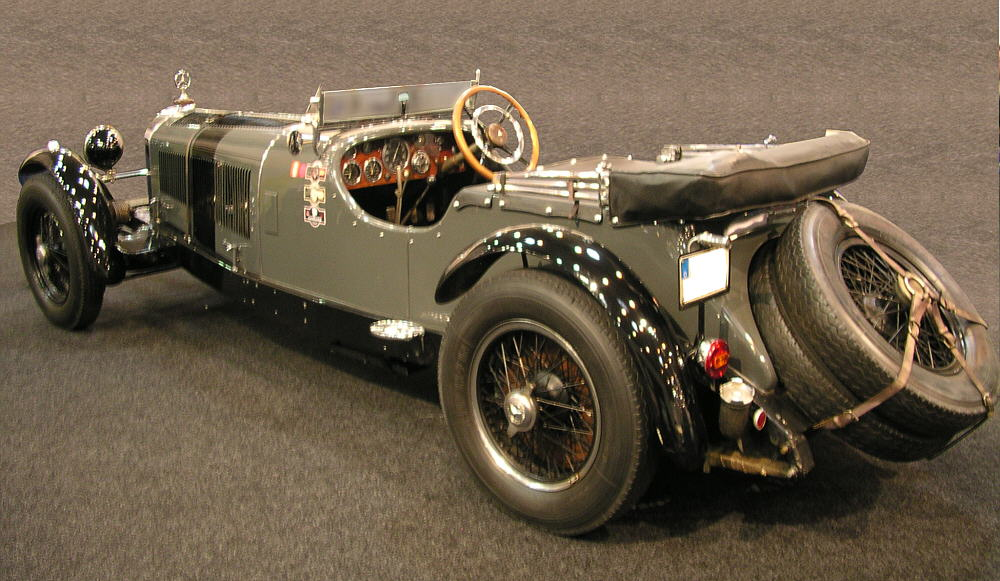
Tył nadwozia

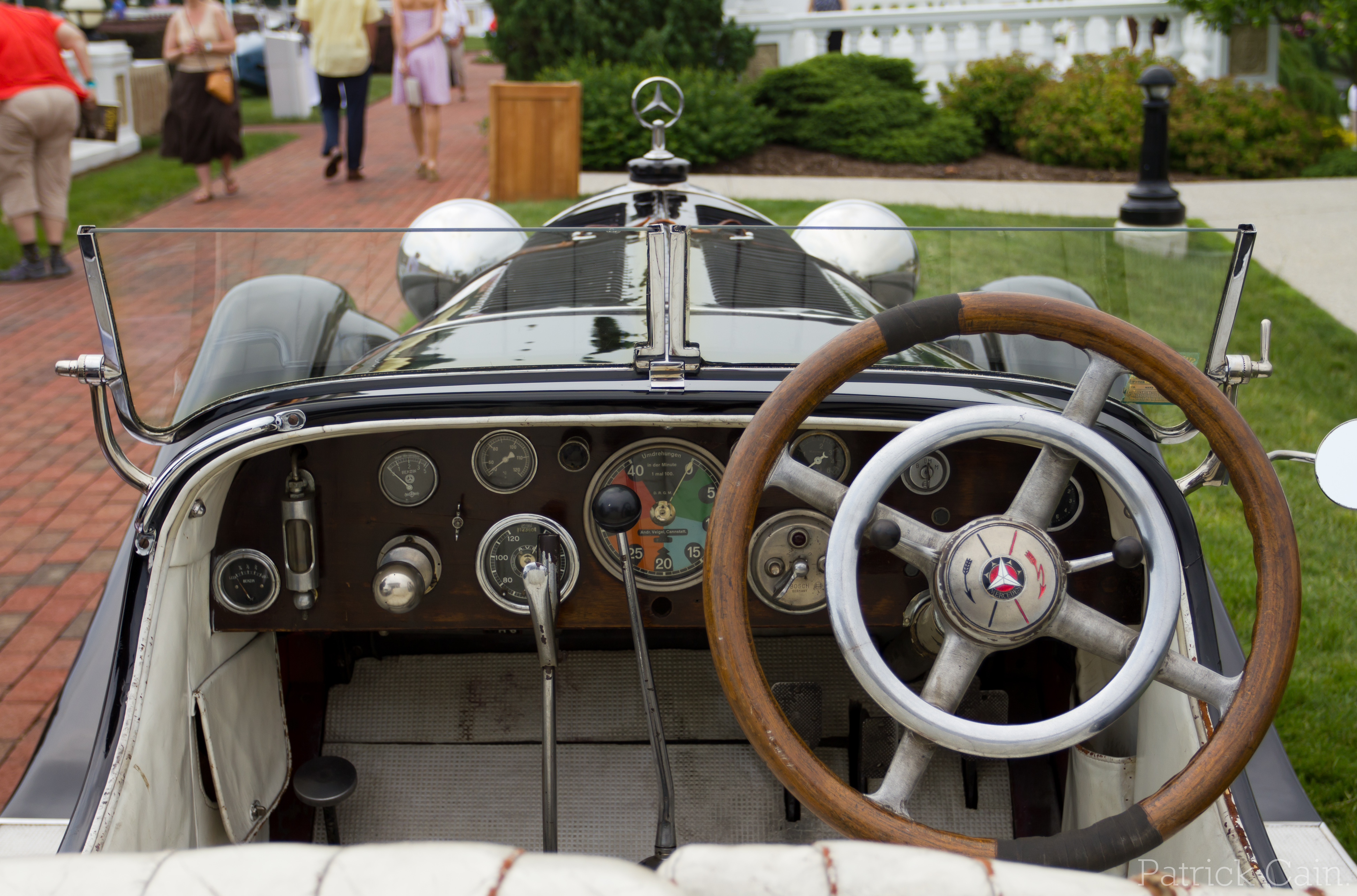
Deska rozdzielcza

Mercedes-Benz SSK – sportowy samochód osobowy produkowany przez firmę Mercedes-Benz w latach 1928–1932. Pojazd dostępny był wyłącznie jako 2-drzwiowy roadster. Napęd przenoszony był na oś tylną poprzez 4-biegową manualną skrzynię biegów. Wyprodukowano mniej niż 40 pojazdów, z czego większość wykorzystywana była jako samochody wyścigowe. Ekstremalne osiągi oraz liczne sukcesy w sporcie przyniosły modelowi tytuł jednego z najlepszych samochodów sportowych swojej ery.

## Historia
SSK był ostatnim samochodem opracowanym dla Mercedesa przez Ferdinanda Porsche zanim założył swoją własną markę Porsche. Konstrukcyjnie pojazd oparto na starszym Mercedesie S, podwozie skrócono jednak o 480 mm, pozwoliło to na zmniejszenie masy własnej samochodu oraz poprawę zwrotności co było istotne w wyścigach.
Do napędu użyto doładowanego mechanicznie benzynowego silnika R6 o pojemności 7,1 l z jednym wałkiem rozrządu umieszczonym nad głowicą, generującego moc maksymalną 200–300 KM (150–220 kW) i ponad 680 Nm momentu obrotowego (w zależności od ustawień). Prędkość maksymalna Mercedesa SSK wynosiła ponad 190 km/h, co czyniło go w czasie produkcji najszybszym samochodem osobowym. Sprężarka sterowana była poprzez sprzęgło uruchamiane przez wciśnięcie do oporu pedału przepustnicy. Cofnięcie nacisku na pedał rozłączało napęd sprężarki.
Samochód zwyciężał w wielu wyścigach: 500 Miles of Argentina 1929, Cordoba Grands Prix 1929 i 1930, Grand Prix Argentyny 1931, 1929 British Tourist Trophy, Grand Prix Irlandii 1930, Grand Prix Niemiec 1931 oraz Mille Miglia 1931.
Seria S/SS/SSK została nominowana w 1999 w przedostatniej rundzie do otrzymania nagrody Car of the Century 1999.

## Dane techniczne
Rocznik 1928:
- R6 7,1 l (7069 cm³), 2 zawory na cylinder, SOHC, SC
- Układ zasilania: gaźnik
- Średnica cylindra × skok tłoka: 100,00 x 150,00 mm
- Stopień sprężania: 6,2:1
- Moc maksymalna: 225–250 KM (165,5–184 kW) przy 3300 obr./min
  - Bez doładowania: 170–180 KM
- Maksymalny moment obrotowy: 520–562 N•m przy 1900 obr./min
- Prędkość maksymalna: 192 km/h
- Średnie zużycie paliwa: 27 l / 100 km